# Carlos Vassallo Rojas
Carlos Vassallo Rojas (Santiago, 26 de junio de 1908 - ibíd, 29 de julio de 1983) fue un abogado, periodista, diplomático y político chileno. Se desempeñó como ministro de Salud Pública y Previsión Social entre marzo y junio de 1954, y como subsecretario de Relaciones Exteriores entre 1954 y 1957, durante el segundo gobierno del presidente Carlos Ibáñez del Campo. Posteriormente, bajo la administración de Salvador Allende sirvió como embajador de su país en Italia desde 1971 hasta 1973.
Por otra parte, ejerció como abogado y consejero de la Caja de Empleados Públicos y Periodistas y como consejero del diario La Nación. Redactor del diario El Mercurio y Las Últimas Noticias (desde 1926), como de la revista internacional Visión. Presidente Delegado de Chile a congresos de la Unesco y miembro de la delegación de Chile a la 10.ª Asamblea de las Naciones Unidas (ONU).

## Familia
Nació en Santiago de Chile el 26 de junio de 1908, hijo de Rodolfo Vassallo Grimaldi y Emilia Rojas González; estuvo casado con Marta Correa Escobar (hija de Carlos Correa y Pura Escobar), con quien tuvo una hija. Posteriormente se casó con Carmen Vásquez, con quien tuvo a Carlos Rodrigo Vassallo (1962-2020). Carlos Rodrigo estudió economía en Inglaterra y luego derecho en la Universidad Católica de Chile. Después de trabajar en su profesión, los últimos años se retiró a su fundo de Buin -La Paloma- para ejercer como agricultor.

## Vida pública
En 1933 Carlos Vassallo concurre a la Primera Convención Nacional de Periodistas, inaugurada el 17 de septiembre de ese año (presidida por José María Raposo), en el Teatro Municipal de Viña del Mar. Es elegido miembro de la directiva presidida en votación por Carlos Silva Vildósola. Integra en el evento distintas comisiones: "Libertad de prensa", "Acción gremial", etc. Presenta, a su vez, con Enrique Didier, trabajos y proyectos sobre legislación de prensa, en un voto que expone y denuncia a la legislación vigente como: contraria a la libertad de prensa; en pugna con los preceptos constitucionales; y propone la derogación del decreto ley n.º 425 del 20 de marzo de 1925, y otros. Luego, fue elegido en el Consejo Directivo: presidente, Agustín Edwards; Vicepresidente, José María Raposo; Tesorero, Carlos Vassallo; Secretario, Manuel Marchant. Directores: Edmundo Fuenzalida, Carlos Griffin y Justo Aliaga.
En 1934 se le encarga, en su calidad de abogado y socio de la Asociación de Periodistas, solicitar la personalidad jurídica.
En 1936 viaja a Alemania a cubrir como periodista del diario El Mercurio las Olimpiadas de Berlín. En su carácter de periodista acreditado, concurre a una reunión colectiva con el canciller Adolf Hitler.
Su primer estudio de abogados lo tuvo con su entrañable amigo y político Bernardo Leighton.
El 28 de diciembre de 1946, la prensa informaba de un hecho que causó interés y atracción pública: sentando jurisprudencia, Carlos Vassallo obtenía del juez Jorge Vallejos, del Tercer Juzgado de Menor Cuantía, sentencia favorable para que el seudónimo Pablo Neruda fuera en adelante su nombre legal. Uno de los testigos presentado fue el abogado Bernardo Leighton. Con Neruda ya tenía una amistad personal de años que se prolongaría hasta el fin.
Durante la persecución del poeta y senador Pablo Neruda por las provincias de Tarapacá y Antofagasta, tiempo que vivió en la clandestinidad buscado por la Policía de  Investigaciones de acuerdo a la nueva política impulsada por González Videla contra el Partido Comunista (Harry Truman lo recibiría con bombos y platillos el año 1950, enviándole nada menos que el equivalente al Air Force One de ese tiempo al aeropuerto de Cerrillos para llevarlo) fueron varios los domicilios que lo escondieron. Entre ellos el de Aída Figueroa y Sergio Insunza. La fecha concidía con el cumpleaños del prófugo Neruda y éste, sin dejar que nada le estropeara la celebración de sus cuarenta y cuatro años, tiene la osadía de invitar a un grupo selecto de amigos contra toda recomendación y prudencia: Juvencio Valle, Rubén Azócar, Volodia Teitelboim, Diego Muñoz, Luis Enrique Délano, Carlos Vassallo y Manuel Solimano, y sus respectivas esposas. Un interesante documento referido a investigaciones secretas enviadas a Washington, inserto por el investigador y biógrafo de Neruda, David Schidlowsky, el Memorando n.º 825.00B/7-848, del 8 de julio de 1948, del Departamento de Estado (National Archives, Maryland), indica que Carlos Vassallo se encargaba de sacar el dinero de las cuentas de Neruda para entregárselo a él; que se había reunido con el diputado comunista Humberto Abarca Cabrera para posiblemente preparar la salida de Neruda al extranjero, ya que Carlos Vassallo viajó posteriormente a Buenos Aires y Montevideo el 19 de abril y regresó el 30 de ese mes.
Dada su competencia profesional y amistad, fue llamado por el presidente Carlos Ibáñez del Campo el 1 de marzo de 1954, para integrarse al gabinete, asumiendo la titularidad del Ministerio de Salud Pública y Previsión Social, hasta el 4 de junio de ese mismo año. Simultáneamente, entre los días 14 y 20 de abril de 1954, actuó como ministro del Trabajo, en calidad de subrogante. Posteriormente, fue designado como subsecretario de Relaciones Exteriores en el Ministerio de Relaciones Exteriores, hasta 1957.
En agosto de 1955 Carlos Vassallo firma convenios de asistencia técnica con la CEPAL; miembro de la delegación chilena a la 10.ª Asamblea General de Naciones Unidas, en Nueva York. En 1956 es nombrado jefe de la delegación a la Conferencia Mundial de la UNESCO, realizada en Nueva Delhi, India. Junto con proponer en la conferencia, entre otros temas, planes masivos de alfabetización en toda Latinoamérica, sostiene reuniones con el primer ministro Jawaharlal Nehru, ante quien gestiona exportación de cobre y salitre chileno. Chile es el primer país latinoamericano en establecer relaciones comerciales con India. Promueve elevar el rango del escritor Miguel Serrano de Encargado de Negocios a embajador. En diciembre de este año es condecorado por el primer embajador en Chile de la República Federal de Alemania, Carl von Campe, con la Orden al Mérito. además, respaldó y sustentó numerosos eventos culturales, exposiciones y viajes de artistas y escritores por el mundo.
En el contexto de la elección presidencial de 1964, que tiene como candidatos a Eduardo Frei (DC), Julio Durán (PR) y Salvador Allende (PS), y a verificarse el 4 de septiembre, se producen diversas acciones y reagrupamientos políticos para concentrar fuerza política y electoral. Carlos Vassallo y Juan Navarrete Lira (MIDI), Laura Allende de Pascal y Luisa de la Fuente (CIMA), Teodoro Ruiz y Oscar Squella (B.P.), Ernesto Rejman y Maglio Bustos (F.C.M.), Francisco Reyes y Jorge Lillo (I.A.), todos de agrupaciones independientes, convocan a la Primera Conferencia Nacional de Independientes Allendistas, para los días 3,4 y 5 de julio de 1964. Se conformaron Temarios y Comisiones de Trabajo.
Las diversas agrupaciones conforman una Federación Nacional de Independientes de Izquierda, de la que es elegido presidente Carlos Vassallo. En un Teatro Caupolicán repleto, Vassallo sube a la tribuna y dice: “Aspiramos a la realización de cambios estructurales, efectivamente revolucionarios y al establecimiento de un Gobierno fundamentalmente progresista, en oposición a los cambios meramente formales que no alteran la estructura económica, política y social de la Nación y en oposición al atraso aún existente y a las realizaciones semifeudales de nuestro proceso económico. (…) Queremos que el paisaje de la Patria no se empañe más con la indignidad de la choza y el conventillo, con el dolor de inocentes niños descalzos y con el espectáculo deprimente de nuestra miseria secular (…)”. El candidato presidencial Salvador Allende y otras personalidades de su candidatura, esperaron el resultado de la elección luego de un almuerzo en la casa de Carlos Vassallo.
Para la elección presidencial de 1970, hasta que no se produjo la candidatura única de Salvador Allende en representación de la Unidad Popular, diversos precandidatos salieron al ruedo para presionar y lograr tal unificación. Uno de ellos fue el miembro del comité central del Partido Comunista y poeta Pablo Neruda. Carlos Vassallo apoyó tal opción elaborando programas y políticas públicas con el contingente político-intelectual del precandidato. Y salió en gira con Pablo Neruda a recorrer Chile de norte a sur hasta que Neruda declinó su opción en favor de Allende. 
Durante el primer año de gobierno del presidente Salvador Allende, en abril de 1971, fue nombrado como embajador de Chile en Italia. Entre las múltiples actividades propias de su cargo, sosteniendo y divulgando la experiencia política chilena, es nombrado presidente del Instituto Ítalo Latino Americano (IILA), organismo internacional con sede en Roma (00144 Roma, Piazza Guglielmo Marconi-EUR), fundado por una Convención firmada en 1966 por los Representantes Plenipotenciarios de los países de América Latina, y por el entonces ministro del exterior de Italia, senador Amíntore Fanfani. Como ejemplo de algunas de sus actividades, en calidad de presidente, Carlos Vassallo le hizo entrega en una ceremonia oficial de una importante publicación científica del IILA al presidente de Italia, senador Giovanni Leone.
A raíz de la visita a Chile en 1971 de numerosos artistas e intelectuales en el marco de la llamada Operación Verdad, el periodista y crítico de arte  español José María Moreno Galván y el pintor y escritor italiano Carlo Levi, propusieron al mundo plástico internacional la donación de obras para conformar lo que se llamaría Museo de la Solidaridad. En Italia el embajador Carlos Vassallo desplegó iniciativas de divulgación invitando a donar obra a importantes  plásticos italianos; estas donaciones se inventariaron y enviaron a Chile constando en numerosos documentos.
Con motivo de la elección de Pablo Neruda como Premio Nobel (octubre, 1971) por la Academia Sueca, el vate recibe numerosas visitas en la embajada de París: Gabriel García Márquez, Roberto Matta, Julio Cortázar, Louis Aragon, David Alfaro Siqueiros, Carlos Vassallo y otros: "A su amigo embajador de Chile en Italia, Carlos Vassallo, y a su mujer, los llamó a Roma: 'Vénganse, vénganse', les dice eufórico, sin explicarles más". Una comida (datada fotográficamente) da cuenta de la celebración.
A la ceremonia de la entrega del premio, ha realizarse en diciembre de ese año 1971, Pablo Neruda le anuncia a Luis Enrique Délano, embajador en Estocolmo: "Pablo me comunica que viene con una gran comitiva: los embajadores en Londres, Álvaro Bunster (no asistió), y Roma, Carlos Vassallo, con sus respectivas esposas". Años después, en una entrevista para un diario chileno, Vassallo daría cuenta de este evento (La Tercera, suplemento Buen Domingo, 26 de septiembre de 1982).

## Golpe de Estado de 1973
Ya producido el 11 de septiembre de 1973, desde el primer día su casa en Roma se convierte en centro de reuniones a las que acuden los representantes de los partidos políticos italianos contrarios al Golpe, como asimismo intelectuales, artistas y personalidades de la vida pública del país. Desde allí se recaba información y se intentan acciones para impedir la toma del control de los funcionarios adictos al Golpe en los ámbitos jurídicos y financieros, como también en su posicionamiento en los respectivos organismos internacionales. Con Volodia Teitelboim (senador), Julio Benítez (exministro de Vivienda y Urbanismo) y Armando Uribe –en ese entonces embajador de Chile en China de paso en Roma- se ponen en contacto con Humberto Díaz-Casanueva, representante de Allende ante la ONU para que no haga entrega de la titularidad de su cargo ante el organismo; accionan para que los golpistas no se apoderen de las cuentas de CODELCO en Londres; agendan reuniones con otros representantes diplomáticos europeos para que se declare la absoluta ilegitimidad e ilegalidad internacional de la Junta golpista en el poder; se producen reuniones con el arco político democrático italiano; etc.
También se suceden las declaraciones a la prensa y el apoyo internacional materializado en numerosas y crecientes manifestaciones públicas de un país conmocionado con el bombardeo aéreo a La Moneda y la muerte heroica de Salvador Allende. Italia se vuelca a las calles mostrando su repulsa. La Confederación General Italiana del Trabajo (CGIL), estudiantes universitarios, gremios, partidos políticos, diputados y senadores, artistas e intelectuales,  el pueblo italiano democrático, marchan por las principales calles y copan las plazas y teatros de toda Italia rechazando a la junta golpista y el asesinato masivo en Chile. Y no sólo se trataba de una reacción emocional y solidaria, sino del seguimiento atento del proceso chileno en cuanto las implicancias políticas para la propia Italia en lo referido a las alianzas partidarias democráticas que pudieran frenar el avance del neofascismo. Expresión de este análisis será la elaboración política del llamado compromesso storico (compromiso histórico) de Enrico Berlinguer, proponiendo una alianza de centro izquierda, contando con la  Democracia Cristiana, el Partido Socialista y el Partido Comunista Italiano, como lección a implementar dados los hechos políticos nefastos en Chile.
Con el tiempo Italia se convertiría en el centro de resistencia más organizado e importante a la dictadura chilena, como también en lugar de acogida al numeroso exilio al que debía dársele amparo, trabajo, vivienda y oportunidades de inserción. Italia jamás consentiría en relaciones con la dictadura chilena a nivel de embajador sino sólo en el nivel menor de encargado de negocios.
Carlos Vassallo declara a la prensa italiana: “Han asesinado nuestra libertad”. Anuncia la llegada de la extrema derecha y tiempos muy duros por venir.  Distinguido como “amigo personal de Allende” -según la información periodística- define al presidente como una víctima inocente de la brutalidad de los militares.
En el diario La Stampa Carlos Vassallo manifiesta, bajo el título “Diplomáticos y personalidades chilenas en Roma solicitan la solidaridad internacional”: “El régimen democrático de Chile, orgullo de la nación y ejemplo en América Latina, luego de más de 150 años de estabilidad institucional, fue abatido por la fuerza de las armas con el derrocamiento del presidente Allende quien sacrificó su vida en defensa de los derechos del pueblo y su justo deseo de avanzar hacia la justicia y la libertad verdadera y permanente". Ya muerto Pablo Neruda a menos de dos semanas después del golpe, también el poeta se convierte en ícono y voz de la resistencia a la tiranía dada su profunda relación vital y cultural con Italia. En el Teatro Eliseo (vía Nazionale) se realiza un gran homenaje a Pablo Neruda, con las intervenciones de Pietro Nenni, Alberto Moravia, Rafael Alberti, Dario Puccini, Carmelo Samonà, Gian Carlo Pajetta, Renato Guttuso, María Teresa León y Carlos Vassallo. En el diario L’Unità (del 11 de octubre de 1973) se informa de una masiva manifestación de rechazo a la junta golpista chilena en la Piazza di Santa Croce, Florencia. Asimismo, se anuncia para el próximo domingo en la mañana la presencia de Rafael Alberti y el último “ambasciatore legittimo del Cile in Italia (embajador legítimo de Chile en Italia) Carlos Vassallo.
Con ocasión de la llegada a Italia de Isabel Allende (hija de Salvador Allende), la recibe Carlos Vassallo en Fiumicino y la acompaña a encuentros con el presidente de la Cámara (Sandro Pertini) y al Palazzo Madama con el presidente del Senado (Giovanni Spagnolli). Luego los recibimientos continuaron con el secretario general del Partido Socialista, Francesco de Martino, y con el presidente y secretario general del Partido Comunista: Luigi Longo y Enrico Berlinguer.
La noticia del diario L’Unità agrega otra información relevante: se ha constituido una importante y robusta institución solidaria y de apoyo para el exilio chileno, la Associazione Italia-Cile “Salvador Allende” (Asociación Italia-Chile “Salvador Allende”). En su dirección figuran, entre muchos otros, Ignazio Delogu (intelectual y escritor), Carlo Bo (intelectual, crítico literario y rector universitario), Giuseppe Alberigo (historiador), Franco Antonicelli (ensayista, senador), Renato Guttuso (pintor), Roberto Rossellini (cineasta), Bettino Craxi (diputado socialista, futuro presidente del partido y primer ministro), Lelio Basso (abogado y político socialista), Raniero La Valle (periodista), Carlo Levi (escritor y pintor), y el mismo Carlos Vassallo formando parte.
Dadas las enérgicas acciones solidarias y de repudio que no cesan, una noticia proveniente de Chile acusa el golpe y de la cual da cuenta la prensa italiana: "El Embajador Vassallo refuta una mentira de los golpistas" (L'ambasciatore Vassallo confuta una menzogna dei golpisti). La Junta golpista ha acusado a Carlos Vassallo de "alta traición", cargo que la esbirra prensa chilena ha divulgado en la televisión y en la prensa escrita por medio de insertos a gran tamaño. Se le acusa de recaudar fondos para comprar armas destinadas a la resistencia chilena. Ante tal cargo, Carlos Vassallo envía una carta a la cancillería chilena, al propio El Mercurio, diario instigador del golpe y divulgador de estas calumnias, y a la misma Junta de Pinochet calificando tal imputación de mentirosa y falsa. Pero tal acusación, más el incremento de solidaridad y apoyo que sin pausa anima Carlos Vassallo, ya lo colocaba en la mira de Pinochet y la DINA. En efecto, Carlos Vassallo se convertía en objetivo probable de atentado, acción terrorista de la DINA pinochetista que sí se concretaría, en un futuro próximo, con su amigo Bernardo Leighton en 1975 en Roma.  
En noviembre de 1973, junto a Ignazio Delogu, presidente de la Associazione nazionale Italia-Cile, Carlos Vassallo recibe al primer grupo de exiliados chilenos en Roma. Un cordialísimo encuentro de bienvenida ya comenzaba a materializar las acciones previas de la Asociación con el objeto de amparar a los refugiados, protegidos por el gobierno y sus instituciones.
Siguiendo con las actividades cada vez más crecientes, por ejemplo en diciembre de 1973 en la Casa de la Cultura de Roma, se presenta el libro Elegía de la ausencia de Pablo Neruda, editado por Editori Riuniti. Participan, entre otros, Giorgio Napolitano (futuro ministro del Interior y presidente de Italia), Adriana Seroni (periodista y diputada), Pietro Valenza (senador), el propio embajador Vassallo que ha animado la edición, etc. En la galería L’Alzaia (via della Minerva n. 5) Carlos Vassallo se hace presente en la ceremonia inaugural de la exposición “Los artistas italianos por la libertad de Chile”. Luego hubo debates y proyecciones fílmicas.
En el contexto de manifestaciones multitudinarias en Milán y otras ciudades, como del reportaje al aniversario de la Masacre de la Escuela Santa María de Iquique (1907) Carlos Vassallo escribe una carta de agradecimiento a L'Unità. En ella expone: “(...) Pocas veces en el mundo se ha conformado un movimiento de resistencia tan grande como el que se levantó contra el golpe militar, que puso fin a uno de los regímenes de gobierno más auténticamente popular que haya existido en Chile. Nadie puede negar que el presidente mártir, Salvador Allende, implementando el programa de la Unidad Popular, había puesto en marcha un plan de reformas estructurales, encaminadas a superar nuestro subdesarrollo ancestral”.  Continúa señalando el empeño y las acciones golpistas de la oposición, como de sectores empresariales multinacionales que soliviantaron a los militares para urdir un golpe de Estado que ha provocado innumerables víctimas con el objeto de instaurar una violencia fascista. Vassallo saluda la solidaridad italiana y expone su esperanza de democracia, justicia y libertad para Chile.
Ante el estupor por el asesinato del cantautor Víctor Jara en el Estadio Chile, la institución cultural ARCI y la Associazione Italia Cile (Chile), organizan un gran acto de homenaje al músico mártir en un repleto Teatro Adriano de Roma. Participan en el escenario la actriz chilena Inés Carmona recitando poemas, Inti-Illimani interpretando 18 canciones del repertorio latinoamericano, y la propia Joan Turner, viuda de Víctor Jara, en el momento más emotivo del acto.

## Lista para perder la nacionalidad chilena
En el intento sostenido para acallar y reprimir las acciones de quienes se oponen y denuncian en el exterior a la junta golpista, el ministerio de Relaciones Exteriores envía en calidad de documento “secreto” y “estrictamente confidencial” la circular n.º 7 a las misiones diplomáticas y consulares de Chile en el exterior. Esta circular listaba los nombres de quienes podrían ser sancionados con la pérdida de la nacionalidad chilena y ordenaba recabar antecedentes por atentar contra los intereses esenciales del Estado. Además de nombrarlas el documento agregaba una breve descripción de sus actividades. Estas personas son, en el orden del mismo: Hortensia Bussi de Allende, Beatriz Allende Bussi, Armando Uribe Arce, Carlos Vassallo, Luis Badilla, Carlos Parra, Volodia Teitelboim, Sergio Politoff, Gustavo Becerra, Sergio Sánchez, Julio Benítez, Carlos Altamirano, Hugo Vigorena, Carlos Contreras Labarca, Jacobo Schatan y Carlos Cerda. En el caso de Vassallo se detallaba: "El ex-Embajador chileno en Italia sería uno de los más destacados personeros de Chile Democrático en Roma. Ha participado en campañas de recolección de fondos y con frecuencia aparecen declaraciones suyas en la prensa italiana". Efectivamente, Carlos Vassallo había sido uno de los fundadores y se hallaba a la cabeza del renombrado Chile-Democrático, la gran formación que agrupaba al exilio chileno desplegando las acciones en Europa más robustas contra la dictadura, como también las condiciones de acogida del exilio.
En el hilo conductor del tema precedente, el seguimiento de las actividades de Carlos Vassallo interesa desde el comienzo a la propia junta como a la policía secreta de Pinochet que vigila sus movimientos por años. El memorando n.º 163 del Ministerio de Relaciones Exteriores -Dirección de Política Bilateral- refleja tal atención, como la calidad de “objetivo” de la otrora DINA y la consiguiente Central Nacional de Informaciones (CNI). Un viaje de Carlos Vassallo a Perú y Ecuador en 1978 generaría un informe en cadena: un télex de funcionarios de la embajada de Chile en Roma alerta del viaje a RR. EE.; el ministerio de Relaciones Exteriores alerta a la Central Nacional de Informaciones (CNI). Ya se había atentado contra Carlos Prats (resultado de muerte), Bernardo Leighton (gravísimas lesiones), Orlando Letelier (resultado de muerte), e intentos varios sobre otros personeros. El exembajador es un objetivo posible.

## Tribunal Russell II
Ante las masivas violaciones a los Derechos Humanos perpetradas por gobiernos golpistas latinoamericanos se activa de inmediato un tribunal internacional que acoge denuncias y dicta sentencias. Este organismo era una consecuencia del constituido con ocasión de la guerra de Vietnam, también llamado Tribunal Internacional sobre Crímenes de Guerra, instaurado por el filósofo y matemático inglés Bertrand Russell y por el filósofo francés Jean Paul Sartre. Este tribunal también pretendía romper cierto inmovilismo cuando no el silencio de otras instancias internacionales más comprometidas políticamente en el contexto de la llamada guerra fría. 
Constituido el Tribunal Russell II en el Consiglio Nazionale delle Ricerche, Roma, éste abre su primera audiencia el 30 de marzo de 1974. La presidencia de honor la ocupa Jean Paul Sartre (ausente) y la presidencia ejecutiva el senador Lelio Basso. Lo componen, entre otros:  Alfred Kastler (Premio Nobel de Física), George Wald (Premio Nobel de biología), Gabriel García Márquez (escritor), Julio Cortázar (escritor), Armando Uribe (diplomático y escritor), Albert Soboul (historiador), Giulio Girardi (teólogo católico), Georges Casalis (teólogo protestante). Luego de la declaración de Miguel Arraes sobre violaciones a los derechos humanos en Brasil, Carlos Vassallo es el primer chileno en declarar ante el tribunal. Dijo (en parte): “Nuestro presidente se enfrentó a un 'bloque invisible' que se materializó en el golpe de Estado del 11 de septiembre pasado. Entonces Pinochet había inventado el famoso Plan Z marxista como excusa para la dictadura fascista. Hoy es el mismo Pinochet quien dice que el ataque armado a la democracia y a las instituciones se preparó en abril de 1972 y fue ejecutado día tras a día”.

## Últimos años
De igual forma, durante los primeros años del régimen dictatorial de Augusto Pinochet, se negó su regreso a Chile por considerarlo un peligro para "la seguridad nacional". Debido a una enfermedad terminal, Carlos Vassallo intensifica sus esfuerzos para volver a Chile. Debido a sus amistad con Agostino Casaroli, Secretario de Estado de la Santa Sede, le pide gestiones ante la junta para su regreso. Respaldado por el Papa Juan Pablo II, Casaroli notifica y da instrucciones en Santiago al Nuncio Apostólico Angelo Sodano para interceder ante Pinochet. Luego de algunos intentos y dilaciones, se le autoriza finalmente el regreso a Chile. Las condiciones son ninguna declaración política a ningún medio ni participación política alguna.  
A principios de 1982, regresó a Santiago y murió el 28 de julio de 1983, a los 75 años. Sus funerales se realizaron en la Sociedad de Escritores de Chile.
Además de algunas notas de prensa chilena e internacional, cabría mencionar la de la revista Chile-América en Roma: "(…) Para nosotros los de Chile América el pesar es muy grande, pues participó en la empresa de fundar y animar esta verdadera aventura periodística del exilio. Sucedió a Bernardo Leighton en la presidencia de nuestro Consejo y fue un asistente permanente a las reuniones de redacción, donde intervenía con el acento moderador que era su característica. Para la colonia chilena de exiliados en Italia es también una noticia muy triste, pues su hogar estuvo siempre abierto y fue un centro permanente de contactos y de actividad solidaria. En Chile Vassallo era un hombre de demasiados amigos y por ello en sus últimos años de permanencia en Roma el peso del exilio lo afectó mucho constituyendo su partida un alivio considerable para una soledad creciente. Desde sus años de liceo se perfiló el talento de Carlos Vassallo, quien posteriormente fue un brillante universitario hasta titularse de abogado. Era un apasionado del periodismo y llegó hasta incursionar en él como redactor deportivo de El Mercurio. Desde el período del Frente Popular se definió como un independiente de izquierda lo cual lo condujo a tener una gran amistad con Salvador Allende (nacieron el mismo día, mes y año) y Pablo Neruda. También fue muy amigo del exPresidente Ibáñez. (…) Tuvo uno de los bufetes más respetables de Santiago y amasó personalmente una fortuna que le permitió en gran medida ser un verdadero mecenas para sus antiguos amigos periodistas e intelectuales a los cuales nunca dejó de frecuentar y ayudar. (…) Su gestión diplomática en Italia fue impecable, lo cual contribuyó a rodearlo de prestigio y a adquirir una gran influencia. Cuando se produjo el golpe de Estado renunció de inmediato y se preocupó de organizar la solidaridad con el pueblo chileno participando en la creación de una oficina coordinadora en Roma que luego se transformaría en lo que es hoy Chile Democrático”.

## Condecoraciones
- Orden del Mérito de la República Federal de Alemania ( Alemania, 1956), Cóndor de Los Andes de Bolivia, Gran Cruz de Ecuador, Gran Cruz de Italia, Gran Oficial de la Orden de Morazán de Honduras.[42]